# Известь (посёлок)
Известь — посёлок в Зубово-Полянском районе Мордовии. Входит в состав Вышинского сельского поселения.

## Географическое положение
Расположен на железнодорожной ветке Москва — Вернадовка, в 75 км от районного центра.

## История посёлка
Основан в 1914—1918 гг. в районе лесозаготовок. В «Списке населённых пунктов Средне-Волжского края» (1931) Известь — посёлок из 33 дворов (151 чел.). На территории посёлка — известковый участок и лесничество Вышинского лесокомбината, лесоучасток «Мордовпотребсоюза», средняя школа, библиотека, клуб, магазин, медпункт, аптека, почта.

## Население
| 2002 | 2010 | 2012 | 2013 | 2014 | 2015 | 2016 |
| ---- | ---- | ---- | ---- | ---- | ---- | ---- |
| 297  | ↘202 | ↘184 | ↘171 | ↘165 | ↘163 | ↘153 |
| 2017 | 2018 |      |      |      |      |      |
| ↘146 | ↘143 |      |      |      |      |      |